# Bartosz Jazłowiecki
Bartosz Jazłowiecki lub Bartosz Buczacki herbu Abdank (zm. 2 sierpnia 1457) – wojownik, starosta kamieniecki (podolski). 
Ojciec – Teodoryk Buczacki Jazłowiecki, kasztelan halicki, kasztelan kamieniecki i starosta podolski, protoplasta rodu Jazłowieckich, syn Michał Awdańca (Hawdanka) z  Buczacza. Bartosz miał młodszych braci Michała i Jana oraz siostry. Po śmierci ojca objął starostwo kamienieckie (podolskie). 18 września 1456 w Kamieńcu na Podolu sędzia Zygmunt z Nowosielec poświadczył, że Bartosz z Buczacza Jazłowiecki, starosta generalny podolski (kamieniecki) sprzedał swoją wieś Chmielowa w obwodzie czerwonogródzkim (ła. district Czyrwonogrodensi) Aleksandrowi, czyli Goworkowi za 60 kóp zwykłej moniety. 2 sierpnia 1457 Bartosz Jazłowiecki zginął wraz z podkomorzym podolskim Janem Łaszczem w bitwie z Tatarami.